# Pierre Frieden
Pierre Frieden (ur. 28 października 1892 w Mertert, zm. 23 lutego 1959 w Zurychu) – luksemburski polityk, pisarz i nauczyciel, minister w różnych resortach, w latach 1958–1959 premier Luksemburga.

## Życiorys
Studiował literaturę i filozofię w Luksemburgu, a także na uczelniach w Szwajcarii i Niemczech. Pracował jako nauczyciel, uczył m.in. w Athénée de Luxembourg. Od września do listopada 1942 był więziony w niemieckim obozie koncentracyjnym Hinzert. Działacz Chrześcijańsko-Społecznej Partii Ludowej. W listopadzie 1944 w pierwszym po wyzwoleniu gabinecie został ministrem kształcenia publicznego, a w lutym 1945 ministrem edukacji narodowej, pełnił tę funkcję do listopada 1945. W latach 1945–1948 wchodził w skład Rady Stanu, organu pełniącego funkcje doradcze. W lipcu 1951 powrócił na urząd ministra edukacji narodowej, w lipcu 1953 został dodatkowo ministrem rodziny i spraw wewnętrznych, zajmując to stanowisko do marca 1958. W tymże miesiącu objął urząd premiera w miejsce Josepha Becha. Sprawował go do czasu swojej śmierci w lutym następnego roku.
Autor publikacji poświęconych głównie człowiekowi w kontekście humanizmu katolickiego. Był mężem Madeleine Frieden-Kinnen, pierwszej kobiety pełniącej w Luksemburgu funkcję ministra.